# Климентово (област Велико Търново)
 За другото българско село вижте Климентово (Област Варна).  
Клѝментово е село в Северна България. То се намира в община Полски Тръмбеш, област Велико Търново. Старото му име е Мишуклѝи.

## География

### Местоположение
Село Климентово е разположено в Дунавската хълмиста равнина, в долината (при долното течение) на река Елѝя. Лежи изцяло на север от реката, като релефът на самото населено място е предимно равнинен, докато този на землището му се отличава с лека разчупеност. Землището на селото има обща площ 18 км2, и има общи граници с тези на град Полски Тръмбеш и селата Страхилово, Иванча и Раданово.
През Климентово преминава третокласен път III-502 на републиканската пътна мрежа, свързващ общинските центрове Полски Тръмбеш и Павликени. Селото отстои на 3 км западно от град Полски Тръмбеш, на 39 км северно от областния център Велико Търново, на 31 км североизточно от Павликени, на 47 км югоизточно от Свищов и на 76 км югозападно от Русе.

### Геология
От геоложка гледна точка, селото лежи на Мизийската плоча, една от най-южните провинции на Евразийската платформа. На известна дълбочина под дебелия слой черноземни почви се разкриват скали с триаска и кредска възраст - мощни седименти (мергели, варовици), покрити от фин льос с плейстоценска възраст. Съвременната почвена покривка на землището на селото представлява алувиални наслаги, образувани през кватернера. Подпочвените води, намиращи се на дълбочина 10-20 м (варира за различните части на землището), са ненапорни, изложени на висок риск от замърсяване от повърхността. Напорни водоносни хоризонти се разкриват на приблизителна дълбочина 800 м под земната повърхност, като водите, които ги насищат са с висока степен на минерализация от хидроген-карбонатен тип и много голяма твърдост. Тяхната температура е над 45 – 50 градуса Целзий.

### Води
От повърхностно течащите в землището на село Климентово, единствената река с постоянен целогодишен отток, е Елийска река, известна още като река Елия. Тя има дъждовно-снежно подхранване, и води началото си от възвишение в землището на село Патреш, община Павликени. Отточният режим на реката се диктува от основните източници на нейното подхранване – валежите, падащи над отточната и област. Това предопределя и сезонния режим на пълноводието на Елия. Обилните валежи неведнъж са предизвиквали водите да напуснат коритото на реката, и да предизвикат наводнения, най-големите сред които са били наблюдавани през 1948, 1995 и 2005 г. При сухи години речният отток силно намалява до няколко десетки литра в минута.

Сезонни и временни потоци, при валежно изобилие, протичат по северния склон на Белия баир (Стража баир), както и през самото населено място (Рекичката от местността „Крайният геран“ в северозападния край на селото, на изток покрай училището и от там на юг), вливайки се в Елия. Над реката, в рамките на селото, са изградени два моста, пригодени за прекосяване от тежки коли. На юг от населеното място, в долината по десния бряг на Елия, е разположена естествено равна обширна мера̀ , използвана често като летателна площадка за самолети от селскостопанската авиация.

### Климат
Климатът е умерено-континентален. Местоположението на селото в рамките на Дунавската равнина определя преобладаващата посока на въздушните маси, устремяващи се към него, а именно - от север, северозапад, изток и североизток. Широкото изложение на равнината към север позволява безпрепятственото нахлуване на атмосферни маси от Източноевропейските степи. Както през зимата, така и през лятото, подобен пренос е в състояние да предизвика екстремни температурни явления над селото. Летните антициклони над Източна Европа насочват сухи и горещи маси от степта към тази част на страната, а зиме задържането на подобен антициклон над Русия може да предизвика свиреп „сух“ студ. Дъждовете над тази част от България се предизвикват основно от проявата на циклонална дейност, най-често идваща от запад.

### Флора и фауна
Естественият растителен и животински свят в района на Климентово е от типично степен характер. Оригиналната растителност днес заема ограничени площи – това са относително малките по площ мери, ограждащи населеното място. Тя е представена от сухолюбиви треви – овчарска торбичка, синап, магарешки трън, репей, троскот, кощрява, балур и много други. Дърветата, растящи в див вид на територията на землището, са дъб, бряст, габър, липа, леска, топола, орех. Най-разпространените храсти са шипковият и трънковият.
Сред представителите на местната фауна са глухарът, сърната, дивият заек, невестулката, дивото прасе, язовецът, вълкът, лисицата, степният пор, полската мишка, плъхът, скакалецът и др. Много разнообразен е птичия свят - типични представители са дивите патици, гъските, яребиците, гургулиците, пъдпъдъци.

### Местности
В землището на селото са разположени следните местности: Червéнка, Гéренлика, Малък и Голям Лàкомец, Хибилийските нивя, Кадѝра, Банка търлъсъ̀, Бунарджѝка, Кàрашлъка.

## История
Първото име на селото е Мишуклѝи. По своя собствена инициатива будното местно население начело със своя духовен пастир свещеник Икономов, с подкрепата на селските първенци и старейшини през есента на 1864 година започва изкопите на бъдещата църква върху терен от два декара в централната част на селото.

Съгласно тогавашните разпоредби на Високата порта всички църкви задължително се вкопават с няколко стъпала в земята с оглед храмът да не бъде по-висок от джамията в населеното място. Компромис по този въпрос не се е правел. За спазването му зорко следяла местната управа.
Понеже ферманът, с който се разрешава строеж на църквата, не бил получен, а изкопите се извършвали доста бързо и с голям ентусиазъм, това започнало да дразни местните турски управници, като под натиска на турското население, най-вече на богатите аги, било разпоредено те да бъдат заринати.

Дългоочакваният ферман пристигнал през 1865 година и работата била възобновена. На строежа се работи денонощно. За една година църквата е била изградена само от камък, обработен предварително за зидария с длетото и канарския чук.

И най-бедните селяни са правели дарения. Тези, които са нямали парични средства, даряват жито или царевица.

Всички богослужебни книги, с които разполага църквата, са дарения от българи, някои от които са живеели в чужбина, предимно във Влашко. Един от тези дарители е Ангелаки Канович, който по време на строежа на църквата дарява парични средства. Предполага се, че коренът му е от Полскотръмбешкия край. Живее в гр. Браила, занимавайки се с търговска дейност. Същият, когато научава, че църквата в село Мишуклии е построена, през 1872 година известява с писмо, адресирано до свещеника и църковното настоятелство, че е приготвил и желае да дари 28 различни богослужебни книги за църковния храм, които е оставил на съхранение в гр. Гюргево, откъдето могат да бъдат получени от човек, който покаже писмото му.

Свещеникът събрал църковното настоятелство и старейшините на селото, за да им съобщи радостната вест. Радостта е неописуема. Получаването им било възложено на Къню Великов Петров, който често пъти ходел в Русчук, където извозвал жито. Човекът, който е трябвало да извърши поръчението, трябвало да е дълбоко вярващ християнин. Със собствената си дървена кола, теглена от биволите му, пропътувал разстоянието до Русчук за пет дена. На шестия ден рано сутринта Къню се озовал на брега на реката, прекарал едно въже през предната част на бивола, мята се на гърба на животното и за половин час се озовава в Гюргево, взема книгите, поставя ги в мях, който слага в чувал с две превизла, мята го на гърба си и още след обяд слиза от бивола, пада на колене, прекръства се и със сълзи на очи, с ридаещ глас проплаква: „Боже, велики и неповторими са делата ти, Боже!”. 
След Освобождението на България Мишуклѝи се развива като самостоятелно село. Иван Цонев Буюклиев (Примарев) е един от първите кметове. В селото се зараждат и първите занаяти. Сави Стоянов е един от първите бъчвари, Игнат Аврамов е един от първите обущари. Сидер Германов е един от първите дърводелци със собствена работилница. Първата вършачка е внесена в селото от Иван Хаджимаринов през 1910. Десет години по-късно е внесена и първата самоходна вършачка.
Сегашното си име – Климентово, селото получава на 14 август 1934 г., когато е назовано на Свети Климент Охридски.
По време на социализма за известен период Климентово става квартал на гр. Полски Тръмбеш, след което е отново самостоятелно село.

## Население

### Данни от преброявания
Според преброяванията в Климентово живее следното население: 
Налично население
- 31.12.1934 – 1705 души;
- 31.12.1946 – 1830 души;
- 01.12.1956 – 1841 души;
- 01.12.1965 – 1624 души;

Постоянно население
- 2.12.1975 – няма данни, квартал на Полски Тръмбеш;
- 4.12.1985 – няма данни, квартал на Полски Тръмбеш;
- 4.12.1992 – 1165 души;
- 1.03.2001 – 1044 души;
- 1.02.2011 – 302 души;
- 7.09.2021 – 603 души. [6]

### Данни от ГРАО
Съгласно данните от ГРАО живеещите в селото по настоящ адрес са:
- към 15.03.2016 г. – 700 души; [7]
- към 31.12.2023 г. – 653 души. [8]
- към 15.06.2024 г. – 644 души. [9]
- към 15.06.2025 г. – 642 души. [10]

## Религии
В селото живеят християни, които изповядват източно-православна вяра.
Православният храм „Св. Възнесение“ е построен през 1866 година. Църквата е осветена на 22 октомври 1921 г. от Великотърновския митрополит Филип.

## Обществени институции и икономика
В центъра на селото са кметството и 4-5 магазинчета.

Обработката на земите в землището на Климентово е организирана във фирма „Сиконко Агрия“ – гр. Полски Тръмбеш и местно земеделско сдружение. Почвата на по-голямата част от обработваемите площи е черноземна и изключително плодородна. Тя е традиционен земеделски район и се очертава като част от основния зърнодобивен район в областта. Развити са лозарството, овощарството и зеленчукопроизводството.

## Транспорт
Използва се автомобилен транспорт. По времето на социализма селото е било свързано с Полски Тръмбеш чрез градска автобусна линия, най-редовна когато е било квартал на града. С процеса на обезлюдяване курсовете ѝ са разредени и постепенно е закрита. Сега се обслужва от по-рядко преминаващи междуселищни автобуси,  предимно частни,  и най-вече до близките населени места.  Част от разстоянието до общинския център се покрива от четири сезонни курса на градска автобусна линия до минералния извор между Климентово и Полски Тръмбеш в края на града.  Основните автомобилни и железопътни връзки са през близкия Полски Тръмбеш . Поради равния терен масово се използва и придвижване с велосипеди.

## Културни и природни забележителности
Културните дейности, провеждани в селото, се ръководят от местното читалище „Съединение – 1885“  с библиотека и Пенсионерския клуб „Здравец“.

### Образование
В Климентово през 1852 година се създава първото килийно училище. Първият учител е бил Атанас Писарката от с. Сергювец (днес част от Първомайци). До 1864 г. училището се е помещавало в частни къщи, в къщата на Стойко Чобанов. През 1864 г. се е построило едноетажно здание специално за училище, което по-късно е послужило за църковна килия. През 1891 г. е било построено ново училищно здание с помещения за 250 деца. В миналото е имало детска градина „Славейче“ и основно училище „Трайко Китанчев“, но сега са закрити.

## Редовни събития
Празникът на село Климентово се отбелязва ежегодно, през последната събота и неделя на месец октомври, или през първата събота и неделя на месец ноември, в зависимост от това, кои от почивните дни са по-близки като дата до 1 ноември.

## Други
Сключен е договор за финансиране на Проект с наименование: "Ремонт и реконструкция на Храм-църква „Възнесение Господне“ – с. Климентово и подобряване на прилежащите ѝ пространства" по мярка "Обновяване и развитие на населените места" от Програмата за развитие на селските райони за периода 2007-2013 г.